# Paragobiodon melanosomus
Paragobiodon melanosomus és una espècie de peix de la família dels gòbids i de l'ordre dels perciformes.

## Reproducció
És monògam.

## Hàbitat
És un peix marí, de clima tropical i associat als esculls de corall.

## Distribució geogràfica
Es troba des de Madagascar fins a Nova Guinea, les Illes Ryukyu, el sud de la Gran Barrera de Corall i la Micronèsia.

## Observacions
És inofensiu per als humans.